# 小竹篤
小竹 篤（こたけ あつし、1955年〈昭和30年〉10月15日 - ）は、日本の政治家。三重県鳥羽市長（1期）。

## 来歴
三重県鳥羽市桃取町（答志島）出身。三重県立伊勢高等学校、三重大学教育学部卒業。市内の小中学校に勤め、市教育委員会学校教育課長や鳥羽東中学校校長などを経て、2017年7月から2024年12月まで市教育長を務めた。
2025年2月5日、同年4月6日告示・13日投開票の鳥羽市長選への立候補を表明。同市長選では自民党が現職の中村欣一郎と元市議の山本哲也の両方に推薦を出す異例の対応を採ったが、小竹が2人を破り初当選した。